# Brody Dalle
Bree Joanna Alice Robinson (Fitzroy, Melbourne, 1 de enero de 1979), conocida artísticamente como Brody Dalle, es una cantautora y guitarrista, conocida por ser la vocalista y guitarrista de la banda de punk rock The Distillers, y luego en la banda de rock alternativo Spinnerette. En 2012, inició una carrera como solista.

## Biografía

### 1979-2003: Primeros años y The Distillers
Dalle estaba intrigada por Cyndi Lauper y The Beatles cuando era niña. A los 12 años, descubrió a Nirvana y Hole, sus primeras influencias cruciales. La carrera musical de Dalle comenzó a los 13 años, empezando con la guitarra. Participó en Rock'n'Roll High School (RnRHS), un colectivo feminista de Melbourne iniciado por Stephanie Bourke. Se interesó en Black Flag, Discharge y Flipper. En 1995 a los 16 años, su primera banda Sourpuss, tocó un set en el Festival Summersault de Australia donde conoció a Tim Armstrong, líder de la banda de punk rock Rancid. Los dos comenzaron a salir. Armstrong era 13 años mayor y Dalle inicialmente mintió sobre su edad pero la pareja se comprometió poco después de que Dalle cumpliera los 18 años. Se mudó con Armstrong desde Melbourne a Los Ángeles, California y allí fundaron The Distillers.
The Distillers lanzaron su álbum debut homónimo en el año 2000, recibiendo elogios y comparaciones con Hole, con Dalle siendo comparada a menudo a Courtney Love y luego a PJ Harvey. Para la grabación de su segundo álbum Sing Sing Death House la banda tenía una nueva formación y en el momento de su tercer álbum Coral Fang Dalle era entonces el único miembro original restante. La banda experimentó éxito con varios sencillos del álbum y tocaron en el Lollapalooza. En 2001, Dalle también hizo un cameo en el video musical de New Found Glory «My Friends Over You» con su entonces esposo Tim Armstrong, así como Travis Barker y Rob Aston.

### 2007-2011: Spinnerette y otros proyectos
Después de la ruptura de The Distillers, Dalle comenzó a trabajar en un nuevo proyecto llamado Spinnerette con Alain Johannes de Eleven. El 11 de diciembre de 2008, la banda lanzó su primer EP titulado Ghetto Love, acompañado con un video dirigido por Liam Lynch. Un álbum de estudio fue lanzado el 17 de junio de 2009.
Dalle también ha tocado en canciones de la banda Eagles of Death Metal bajo varios seudónimos y apareció en la canción «Weigh on My Mind» en el álbum de debut de Transplants en 2002. También ha realizado apariciones vocales en la canción «You Got a Killer Scene There, Man» de Queens of the Stone Age en su álbum de 2005 Lullabies to Paralyze y también apareció en la canción «Muppet N.A.M.B.L.A» de Leftöver Crack de su álbum de 2004 Rock The 40 Oz: Reloaded. En 2009, hizo una aparición en la misma canción que su esposo, Josh Homme, en «Bargain Healers» del artista francés Nosfell en su álbum homónimo. En 2011, Brody Dalle participó en una canción de Boots Electric llamada «Boots Electric Theme».

### 2012-presente: Carrera solista
En noviembre de 2012, Dalle anunció en Twitter que estaba trabajando en un álbum en solitario, con Alain Johannes y Michael Shuman de Queens of the Stone Age y Shirley Manson de Garbage.
En noviembre de 2013, Dalle anunció que ella había firmado a Caroline Records una división de Universal Music Group con la intención de lanzar su álbum debut en principios de 2014. Algunos títulos de canciones que se han mencionado son «Meet The Foetus», «I Don't Need Your Love», «Dressed In Dreams» y «Carry On». El álbum fue producido por Alain Johannes y contó con apariciones de Shirley Manson de Garbage, Nick Valensi de The Strokes y Emily Kokal de Warpaint. Para promover el álbum, Dalle está programada para ser el acto soporte de Nine Inch Nails y Queens of the Stone Age en su gira por Australia y Nueva Zelanda en marzo de 2014.
El 11 de febrero de 2014, Dalle lanzó el primer sencillo de su álbum solista debut, Diploid Love, titulado «Meet The Foetus / Oh The Joy» con coros por Shirley Manson.

## Vida personal

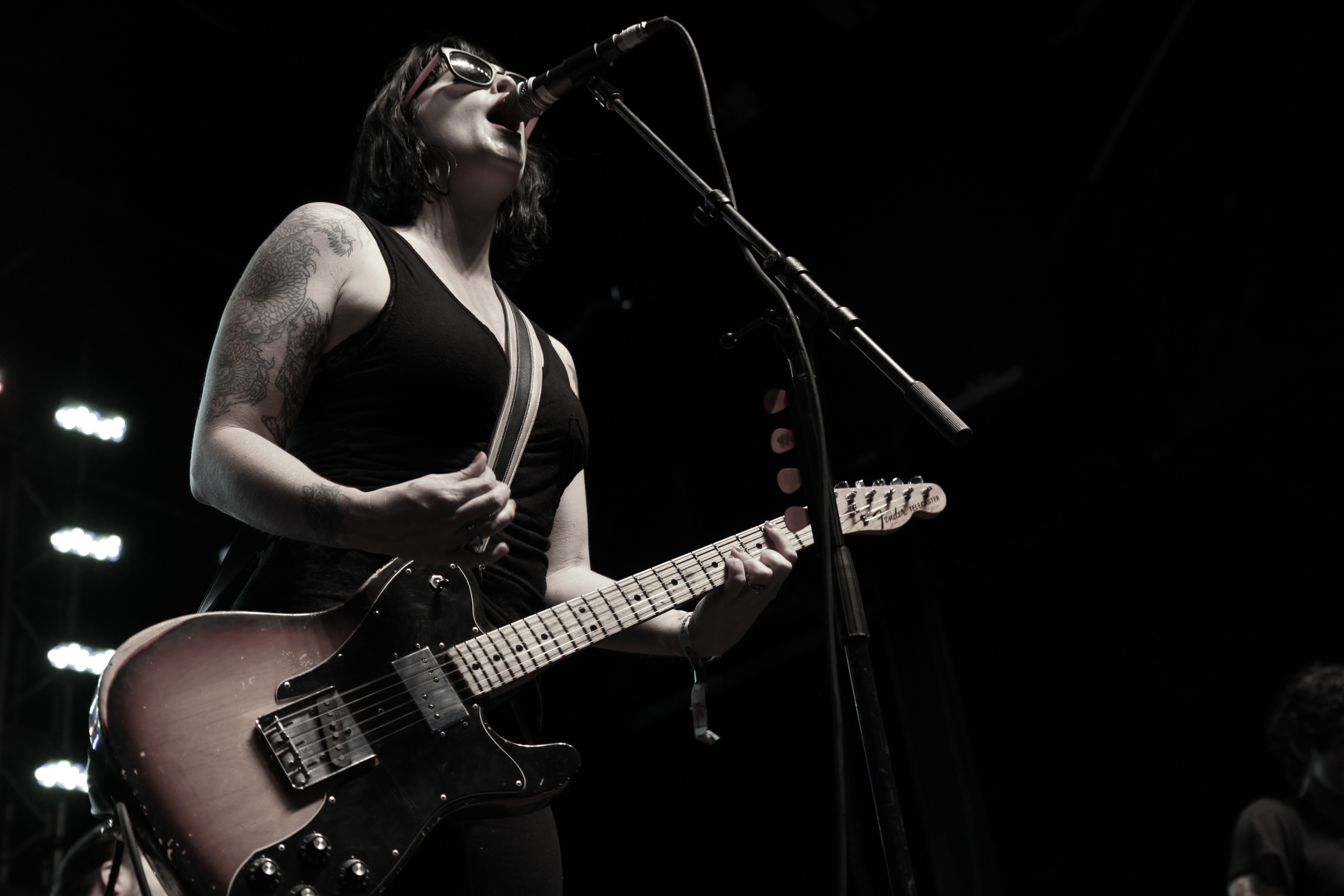
Brody Dalle en una presentación con Spinnerette en el Deer Lake Virgin Festival 2009.

Dalle se casó con Tim Armstrong, líder de Rancid, en 1997, cuando tenía 18. La pareja se divorció en 2003. Su divorcio inspiró algunas de las letras de Armstrong en el álbum de Rancid de 2003, Indestructible. Después del divorcio, Brody volvió a usar el apellido de su actriz favorita, Béatrice Dalle, conocida por Betty Blue. Dalle ha tenido siete apellidos desde su nacimiento. En 2004 Dalle se reunió con su media hermana Morgana Robinson, cuando las dos se encontraron en un show de The Distillers.
Dalle se casó con Josh Homme en 2007. Tuvieron a su primera hija, Camille Harley Joan Homme, el 17 de enero de 2006. El 12 de agosto de 2011, Dalle dio a luz a su hijo llamado Orrin Ryder Homme. Su tercer hijo, Wolf Dillon Reece Homme, nació el 13 de septiembre de 2016. Se separaron en septiembre de 2019. En noviembre de 2019 Dalle firmó los papeles de divorcio con Homme luego de 12 años de matrimonio.

## Discografía
Solista
- Diploid Love (2014)

Con Sourpuss
- Sourpuss EP (1995)
- Tabouli EP (1996)

Con The Distillers
- The Distillers (EP) (1999)
- The Distillers (2000)
- Sing Sing Death House (2002)
- Coral Fang (2003)

Con Spinnerette
- Ghetto Love EP (2008)
- Spinnerette (2009)

Apariciones como invitada
- Transplants - Transplants (2002)
- Leftöver Crack - Rock the 40 Oz: Reloaded (2004)
- Queens of the Stone Age - Lullabies to Paralyze (2005)
- Eagles of Death Metal - Death by Sexy (2006)
- Queens of the Stone Age - Era Vulgaris (2007)
- Eagles of Death Metal - Heart On (2008)
- Freeland - Cope (2009)
- Nosfell - Nosfell (2009)
- Boots Electric - Boots Electric (2011)
- Garbage - Girls Talk feat. Brody Dalle (2014)